# Greatest Hits (альбом Creed)
Greatest Hits — альбом гурту Creed

## Список пісень
Всі пісні написали Скотт Степп і Марк Тремонті.
1. «Torn» (My Own Prison) — 6:25
2. «My Own Prison» (My Own Prison) — 5:00
3. «What's This Life For» (My Own Prison) — 3:32
4. «One» (My Own Prison) — 5:02
5. «Are You Ready?» (Human Clay) — 4:46
6. «Higher» (Human Clay) — 5:26
7. «With Arms Wide Open» (Human Clay) — 4:38
8. «What If» (Human Clay) — 5:18
9. «One Last Breath» (Weathered) — 3:59
10. «Don't Stop Dancing» (Weathered) — 4:31
11. «Bullets» (Weathered) — 3:51
12. «My Sacrifice» (Weathered) — 4:55
13. «Weathered» (Weathered) — 5:30

## Чарт

### Щотижневі чарти
| Чарт (2004)                                          | Найвища позиція |
| ---------------------------------------------------- | --------------- |
| Австралія Australian Albums (ARIA)                   | 26              |
| Австрія Austrian Albums (Ö3 Austria)                 | 29              |
| Німеччина German Albums (Offizielle Top 100)         | 86              |
| Нова Зеландія New Zealand Albums (Recorded Music NZ) | 2               |
| Швейцарія Swiss Albums (Schweizer Hitparade)         | 64              |
| США Billboard 200                                    | 15              |

### Чарти на кінець року
| Чарт (2005)      | Позиція |
| ---------------- | ------- |
| US Billboard 200 | 70      |
| Чарт (2006)      | Позиція |
| US Billboard 200 | 159     |

## Сертифікації
| Регіон | Сертифікація  | Продажі    |
| --- | ------------- | ---------- |
| Аргентина (CAPIF)                                                                                                | 3× Платиновий | 120 000^   |
| Австралія (ARIA)                                                                                                 | Золотий       | 35 000^    |
| Нова Зеландія (RIANZ)                                                                                            | 2× Платиновий | 30 000^    |
| Велика Британія (BPI)                                                                                            | Срібний       | 60 000     |
| США (RIAA) | 2× Платиновий | 2 000 000^ |
| ^відвантаження, що базуються лише на сертифікаціях · продажі+прослуховування, що базуються лише на сертифікаціях |               |            |